# Arquidiocese de Olinda e Recife
A Arquidiocese de Olinda e Recife (Archidiœcesis Olindensis et Recifensis) é uma circunscrição eclesiástica da Igreja Católica no estado de Pernambuco. Pertence ao Conselho Episcopal Regional Nordeste II da Conferência Nacional dos Bispos do Brasil. A sede arquiepiscopal está na cidade de Olinda, no estado de Pernambuco, onde se encontra a Catedral Sé de Olinda; contudo, no centro histórico de Recife, localiza-se a Concatedral de São Pedro dos Clérigos.

## Histórico

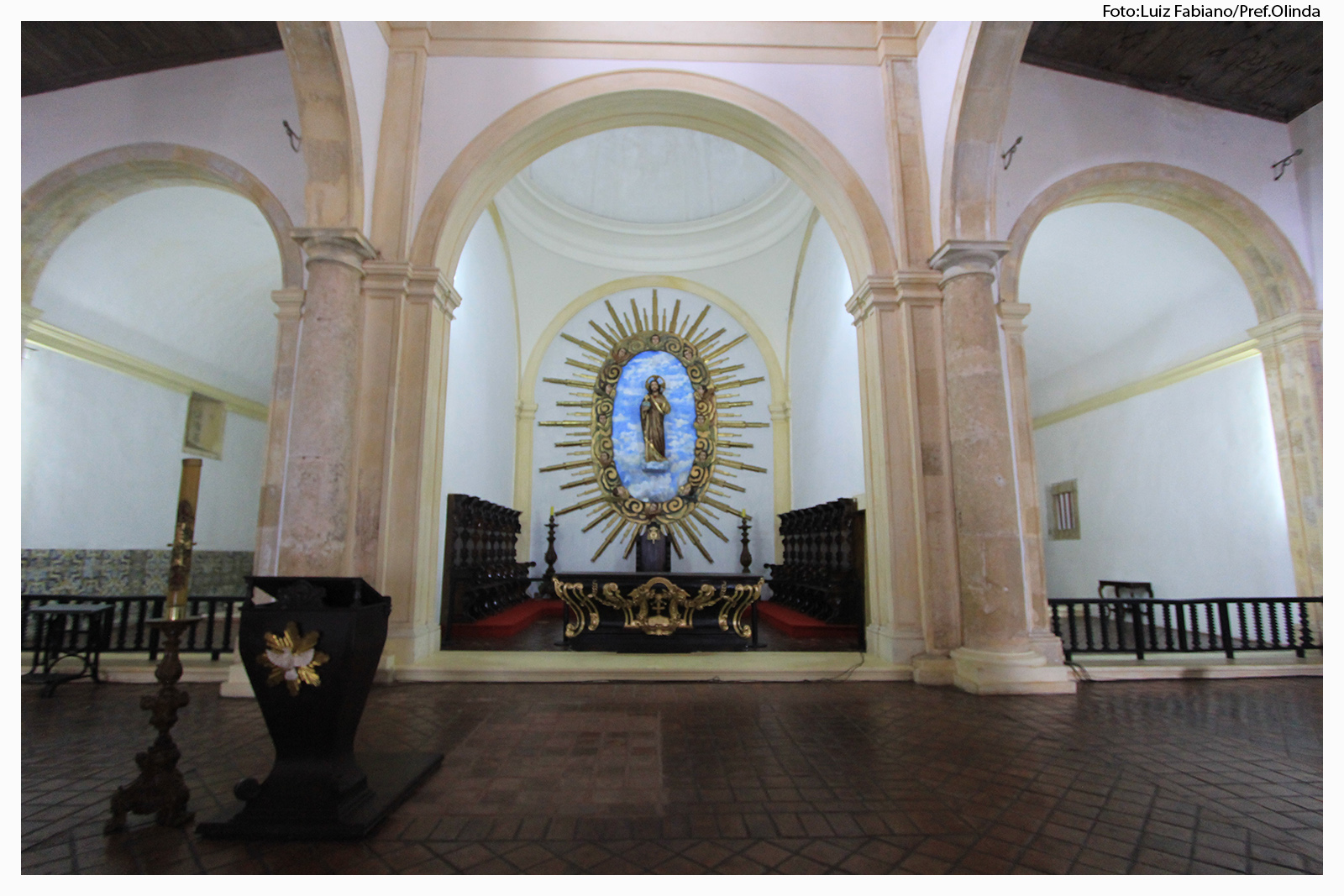
Presbitério da Igreja de São Salvador do Mundo, Sé Arquiepiscopal de Olinda.

A Prelazia de Pernambuco foi criada a 15 de julho de 1614 pela bula Fasti novi orbis do Papa Paulo V. O Papa Urbano VIII, por meio da bula Romanus Pontifex, do dia 6 de julho de 1624, a constituiu sufragânea da então diocese de São Salvador da Bahia. O Papa Inocêncio XI, no dia 16 de novembro de 1676 pela bula Ad sacram Beati Petri sedem, a elevou a diocese, denominando-a Diocese de Olinda.
Cedeu parte de seu território para que fossem criadas as dioceses de São Luís do Maranhão em 30 de agosto de 1677 (atual arquidiocese de São Luís do Maranhão), a diocese do Ceará em 6 de junho de 1854 (atual arquidiocese de Fortaleza), a diocese da Paraíba em 27 de abril de 1892 (atual arquidiocese da Paraíba), e a diocese de Alagoas em 2 de julho de 1900 (atual arquidiocese de Maceió).
Em 5 de dezembro de 1910 foi elevada a arquidiocese e sede metropolitana por decreto da Sagrada Congregação Consistorial, tendo como sufragâneas as dioceses de Alagoas, Paraíba e Natal.

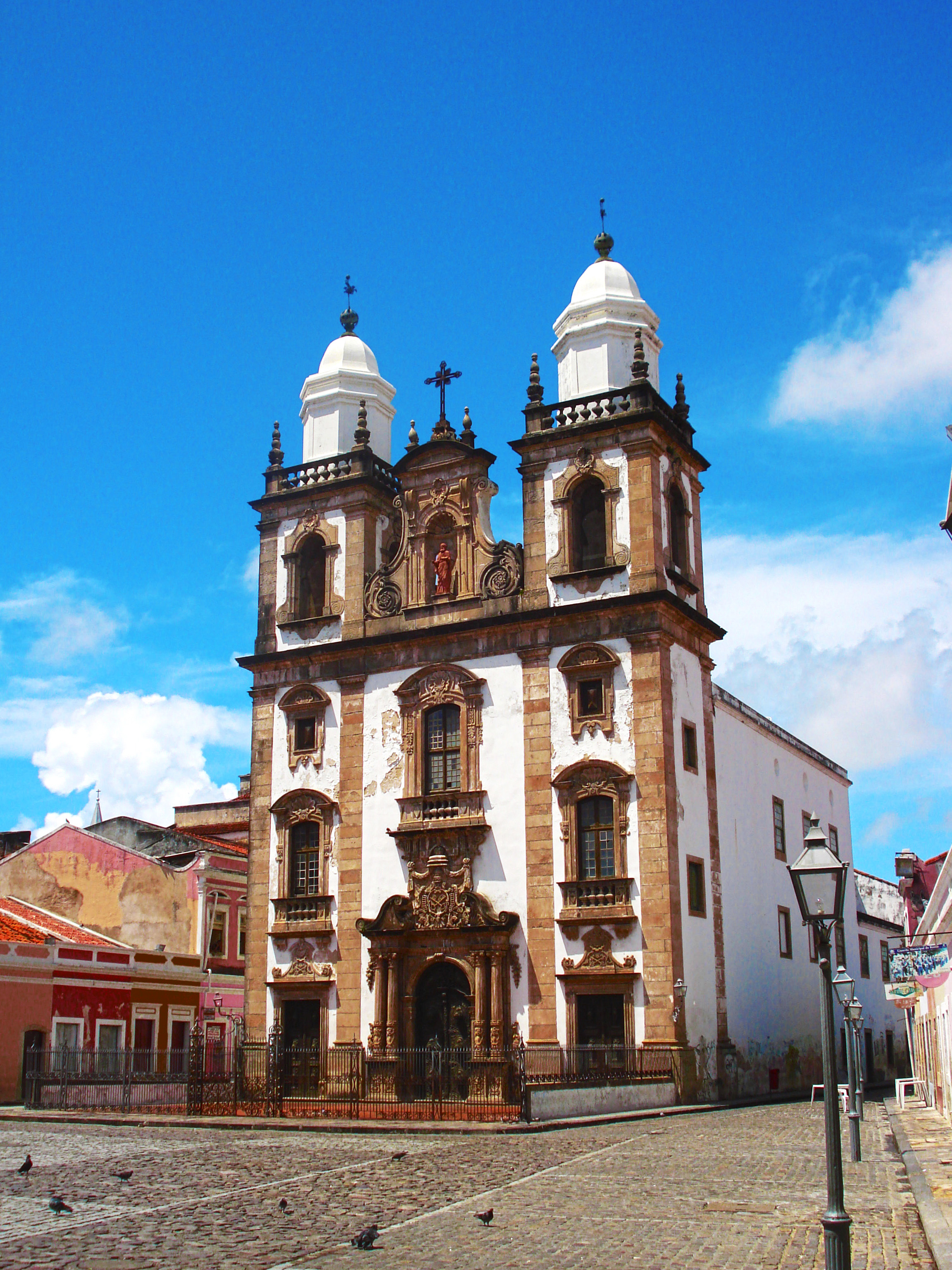
A Igreja de São Pedro dos Clérigos, co-catedral arquidiocesena.

Pela bula Cum urbis Recife, do Papa Bento XV de 26 de julho de 1918, passou a denominar-se Arquidiocese de Olinda e Recife e nesse mesmo ano teve seu território mais uma vez desmembrado para a criação das dioceses de Garanhuns, Nazaré da Mata e Pesqueira. Em 1948 foi novamente dividida para criar a diocese de Caruaru e em 1962 a diocese de Palmares.

## Localização
A Arquidiocese de Olinda e Recife fica localizada na parte leste do estado de Pernambuco. Tem como limites o Oceano Atlântico e as dioceses de Palmares, Caruaru e Nazaré.

## Demografia e paróquias
No território da Arquidiocese de Olinda e Recife vivem mais de quatro milhões de habitantes, distribuídos em 149 paróquias, divididas em sete vicariatos territoriais criados pelo arcebispo Dom Antônio Fernando Saburido. Há também um vicariato para a Vida Religiosa e Consagrada.

## Prelados
|                     | Nome                                          | Período    | Notas                                         |
| Arcebispos          | Arcebispos                                    | Arcebispos | Arcebispos                                    |
| ------------------- | --------------------------------------------- | ---------- | --------------------------------------------- |
| 9º                  | Paulo Jackson Nóbrega de Sousa                | 2023-      | Atual                                         |
| 8º                  | Antônio Fernando Saburido, O.S.B.             | 2009-2023  | Arcebispo emérito                             |
| 7º                  | José Cardoso Sobrinho, O.Carm.                | 1985-2009  | Arcebispo emérito                             |
| 6º                  | Helder Pessoa Câmara O.F.S.                   | 1964-1985  |                                               |
| 5º                  | Carlos Gouveia Coelho                         | 1960-1964  |                                               |
| 4º                  | Antônio de Almeida Morais Júnior              | 1951-1960  | Nomeado arcebispo de Niterói                  |
| 3º                  | Miguel de Lima Valverde                       | 1922-1951  |                                               |
| 2º                  | Sebastião Leme da Silveira Cintra             | 1916-1921  | Nomeado arcebispo coadjutor do Rio de Janeiro |
| 1º                  | Luís Raimundo da Silva Brito                  | 1901-1915  |                                               |
| Arcebispo coadjutor |                                               |            |                                               |
|                     | João Batista Portocarrero Costa               | 1953-1959  | Faleceu                                       |
| Bispos auxiliares   |                                               |            |                                               |
|                     | Josivaldo José Bezerra                        | 2024-      | Atual                                         |
|                     | Nereudo Freire Henrique                       | 2024-      | Atual                                         |
|                     | Limacêdo Antônio da Silva                     | 2018- 2023 | Nomeado bispo de Afogados da Ingazeira.       |
|                     | Antônio Tourinho Neto                         | 2014-2017  | Nomeado bispo de Cruz das Almas               |
|                     | Antônio Fernando Saburido, O.S.B.             | 2000-2005  | Nomeado bispo de Sobral                       |
|                     | Hilário Moser, S.D.B.                         | 1988- 1992 | Nomeado bispo de Tubarão                      |
|                     | José Lamartine Soares                         | 1962-1985  | Nomeado arcebispo de Maceió                   |
| Bispos              |                                               |            |                                               |
| 24º                 | Manuel dos Santos Pereira                     | 1893-1900  |                                               |
| 23º                 | João Fernando Tiago Esberard                  | 1891-1893  | Nomeado arcebispo do Rio de Janeiro           |
| 22º                 | José Pereira da Silva Barros                  | 1881-1891  | Nomeado bispo do Rio de Janeiro               |
| 21º                 | Vital Maria Gonçalves de Oliveira, O.F.M.Cap. | 1871-1878  |                                               |
| 20º                 | Francisco Cardoso Ayres                       | 1867-1870  |                                               |
| 19º                 | Manuel do Rêgo Medeiros                       | 1865-1866  |                                               |
| 18º                 | João da Purificação Marques Perdigão, O.S.A.  | 1831-1864  |                                               |
| 17º                 | Tomaz de Noronha e Brito, O.P.                | 1828-1829  |                                               |
| 16º                 | Gregório José Viegas, T.O.R.                  | 1821-1822  |                                               |
| 15º                 | Antônio de São José Bastos, O.S.B             | 1815-1819  |                                               |
| 14º                 | José Maria de Araújo, O.S.H.                  | 1807-1808  |                                               |
| 13º                 | José de Santa Escolástica Álvares Pereira     | 1802       | transferido antes da ordenação                |
| 12º                 | José Joaquim da Cunha Azeredo Coutinho        | 1794-1806  | Nomeado bispo de Elvas                        |
| 11º                 | Diogo de Jesus Jardim, O.S.H.                 | 1785-1794  | Nomeado bispo de Elvas                        |
| 10º                 | Tomás da Encarnação da Costa e Lima, C.R.S.A. | 1774-1784  |                                               |
| 9º                  | Francisco da Assunção e Brito, O.S.A.         | 1773       | Nomeado arcebispo de Goa                      |
| 8º                  | Francisco Xavier Aranha                       | 1757-1771  |                                               |
| 7º                  | Luís de Santa Teresa, O.C.D.                  | 1739-1753  |                                               |
| 6º                  | José Fialho, O.Cist.                          | 1725-1738  | Nomeado arcebispo de Salvador                 |
| 5º                  | Manuel Álvares da Costa                       | 1710-1715  | Nomeado bispo de Angra                        |
| 4º                  | Francisco de Lima, O.Carm.                    | 1696-1704  |                                               |
| 3º                  | Matias de Figueiredo e Melo                   | 1687-1694  |                                               |
| 2º                  | João Duarte do Sacramento, C.O.               | 1685-1686  | morreu antes de ser ordenado                  |
| 1º                  | Estêvão Brioso de Figueiredo                  | 1677-1683  | Nomeado bispo de Funchal                      |
| Bispo coadjutor     |                                               |            |                                               |
|                     | João Fernando Tiago Esberard                  | 1890-1891  |                                               |
|                     | Francisco Xavier Aranha                       | 1754-1757  |                                               |
| Padres              |                                               |            |                                               |
|                     | Antônio Teixeira Cabral                       | 1616-1622  | Prelado                                       |
|                     | Bartolomeu Ferreira Lagarto                   | 1524-1627  | Administrador apostólico                      |
| Vigário-Geral       |                                               |            |                                               |
|                     | Luís Gonzaga Silva Pepeu, O.F.M.Cap.          | 2021-2023  |                                               |